# Emilio Azarola
Emilio Azarola Gresillón (Tafalla, 31 de julio de 1872 - San Sebastián, 13 de octubre de 1964) fue un ingeniero de caminos, canales y puertos, además de economista y político español. Fue elegido alcalde de la localidad navarra de Santesteban en las elecciones municipales de abril de 1931, y diputado en las elecciones constituyentes de 1931, adscrito al Partido Republicano Radical Socialista. 
Alcanzó especial protagonismo durante la asamblea de ayuntamientos vascos y navarros de 19 de julio de 1932, donde su perseverancia consiguió derrotar el intento del nacionalismo vasco que pretendía anexionar Navarra al País Vasco sin ni siquiera permitir a los ayuntamientos navarros poder votar sobre si querían la anexión.

## Familia, formación y actividad laboral
Nació en la localidad de Tafalla el 31 de julio de 1872, pero después se trasladó a vivir a Santesteban por ser ésta la localidad natal de su mujer Escolástica Echeverría.
Fue hermano de Antonio Azarola, contralmirante de la Armada y Ministro de Marina durante la II República quien sería fusilado durante la guerra civil española por el bando sublevado al permanecer leal al gobierno republicano. 
Su hija Amelia Azarola Echevarría fue esposa del aviador falangista Julio Ruiz de Alda y enviudó cuando su marido fue asesinado en la Cárcel Modelo de Madrid el 23 de agosto de 1936.
Emilio Azarola cursó estudios de ingeniería y economía poniendo en práctica sus conocimientos como autor, entre otros, del Anteproyecto de Ferrocarril movido por Electricidad entre Pamplona, Estella y Logroño.
Así mismo participó en la creación de distintos proyectos de generación eléctrica a partir de saltos de agua en Navarra como Electra Industrial de Tafalla y Electra Aoiz.
Además, inició carrera funcionarial del Ministerio de Obras Públicas ingresando el 17 de abril de 1900 el Cuerpo de Ingenieros de Caminos, Canales y Puertos Dentro de este cuerpo sería nombrado en junio de 1936 como consejero inspector general del cuerpo. y también ingeniero de las obras del puerto de Santa Cruz de Tenerife.

## Actividad política
En 1931, en las elecciones municipales que propiciarían la proclamación de la Segunda República, resultó elegido alcalde de la localidad navarra de Santesteban por la minoría radical-socialista.
Pocos meses después, en las elecciones constituyentes de 1931 fue elegido diputado por la Conjunción Republicano-Socialista como militante del Partido Republicano Radical Socialista. 
De gran formación y capacidad intelectual, Emilio Azarola fue uno de los más vehementes opositores a la anexión de Navarra al País Vasco encabezando el rechazo de los republicanos navarros a la aprobación de un estatuto de autonomía conjunto para las provincias vascas y Navarra. 
Así, y en calidad de alcalde de Santesteban, Azarola participó en la asamblea de ayuntamientos navarros celebrada en Pamplona el 31 de enero de 1932 para debatir sobre el estatuto de autonomía vasconavarro. Allí adquirió especial protagonismo por manifestar su preocupación de que al ser la población de las provincias vascas superior a la de Navarra la voluntad de los navarros pudiera quedar anulada en la decisión que finalmente se tomase sobre el contenido del estatuto. Por eso, propuso que se aprobase una enmienda según la cual el requisito establecido en la Constitución de 1931 de que para poder aprobarse el estatuto de una región autónoma era necesario contar con el apoyo de 2/3 de ayuntamientos y de los electores, se computase sólo en relación con los ayuntamientos y electores de Navarra y no sobre el conjunto de Navarra y las provincias vascas. Propuesta que fue aprobada por la asamblea de los ayuntamientos navarros con el siguiente texto:

“Se acuerda verificar la votación en la forma señalada en la convocatoria, y en el caso de que sea favorable al Estatuto Vasco-Navarro, la Asamblea acuerda que el Estatuto definitivo que se apruebe no podrá obligar a Navarra, si no llega a obtener en la Asamblea general y en el plebiscito las mayorías de votos navarros exigidos en los apartados a) y b) del artículo 12 de la Constitución Española”

Meses después,  Azarola participó también como alcalde de Santesteban en la asamblea de ayuntamientos vascos y navarros celebrada en Pamplona el 19 de julio de 1932 para votar definitivamente la propuesta estatuto de autonomía vasconavarro donde defendió que antes de la votación los representantes municipales navarros se reunieran al margen de los vascos para poder así debatir sin interferencias ajenas a Navarra. Procediéndose después de esa reunión a la votación definitiva en la que los ayuntamientos navarros votaron mayoritariamente rechazar la propuesta de sumarse al estatuto vasco. 
Entre 1935 y 1936 Emilio Azarola desempeñó el cargo de jefe de gabinete del Ministerio de Marina durante el periodo en el que su hermano Antonio fue ministro de dicha cartera, volviendo a continuación a su carrera funcionarial en el Cuerpo de Ingenieros de Caminos, Canales y Puertos.